# Roman Naumovič Mačulski
Roman Naumovič Mačulski, beloruski komunist, častnik, partizan in heroj Sovjetske zveze, * 30. november 1903, † 26. april 1990.
Med drugo svetovno vojno je bil poveljnik partizanske enote, za kar je bil odlikovan z nazivom heroja Sovjetske zveze.
Po vojni je bil predsednik okrožnega izvršnega odpora KPB za Brest.